# والتر کیتچن
والتر کیتچن (انگلیسی: Walter Kitchen; ۱۸ دسامبر ۱۹۱۲ – ۱۸ ژوئیهٔ ۱۹۸۸) بازیکن هاکی روی یخ اهل کانادا بود.